# 페르마 수
페르마 수(영어: Fermat Number)는 음이 아닌 정수 n에 대해
{\displaystyle F_{n}=2^{2^{n}}+1}
형태로 나타나는 양의 정수를 말한다. 이러한 형태의 수를 최초로 연구한 피에르 드 페르마의 이름을 딴 것이다.
최초 여덟개의 페르마 수는 다음과 같다(OEIS의 수열 A000215):
F0 = 21 + 1 = 3
F1 = 22 + 1 = 5
F2 = 24 + 1 = 17
F3 = 28 + 1 = 257
F4 = 216 + 1 = 65537
F5 = 232 + 1 = 4294967297 = 641 × 6700417 (오일러, 1732)
F6 = 264 + 1 = 18446744073709551617 = 274177 × 67280421310721
F7 = 2128 + 1 = 340282366920938463463374607431768211457 = 59649589127497217 × 5704689200685129054721
- 1. n>1인 경우, 어떤 페르마 수의 약수를 p라고 하면, {\displaystyle p\equiv 1{\pmod {8}}}이다.
- 2. 페르마 수들은 3과 5를 제외하면 모두 7로 끝난다.
- 3. 1번과 마찬가지로 n>1인 경우, 어떤 페르마 수의 약수를 p라고 하면 {\displaystyle p=k\cdot 2^{n+2}+1} (k는 k>0인 정수)이다. 보통 페르마수의 형태가 이러하다

## 소수성
2n + 1 꼴의 수가 소수라면 n은 반드시 2의 거듭제곱이어야 한다. 따라서 2n + 1 꼴의 소수는 모두 페르마 수가 된다. 이러한 소수를 페르마 소수라고 한다. 현재까지 알려진 페르마 소수는 F0,...,F4 뿐이다. 보통 어떤 수가 페르마 소수인지 확인할 때에는 페팽 소수판별법이 많이 쓰인다.
n > 4인 페르마 소수는 아직 알려져 있지 않다. 그밖에도 다음과 같은 의문은 해결되지 않고 있다.
- n > 4인 Fn이 모두 합성수인가?
- 페르마 소수가 무한히 많은가?
- 합성수인 페르마 수가 무한히 많은가?

5 ≤ n ≤ 32 사이의 모든 Fn은 합성수라는 것이 밝혀졌다. 이 중 5 ≤ n ≤ 11 사이의 수만이 완전한 소인수분해가 구해져 있다.

### 소수성 상태
페르마 수 Fn 에 대하여 현재의 소수성 상태의 적요가 아래 표에 주어져 있다.
| Fn의 특성                             | n                                                                                |
| ------------------------------------- | -------------------------------------------------------------------------------- |
| 소수                                  | 0, 1, 2, 3, 4                                                                    |
| 완전히 소인수분해 됨                  | 5, 6, 7, 8 (각각 2개의 소인수), 9 (소인수 3개), 10 (소인수 4개), 11 (소인수 5개) |
| 6개의 소인수가 알려짐                 | 12                                                                               |
| 4개의 소인수가 알려짐                 | 13                                                                               |
| 3개의 소인수가 알려짐                 | 15, 19, 25, 52, 287                                                              |
| 2개의 소인수가 알려짐                 | 16, 17, 18, 27, 30, 36, 38, 39, 42, 77, 147, 150, 251, 284, 416, 417             |
| 오직 1개의 소인수가 알려짐            | 14, 21, 22, 23, 26, 28, 29, 31, 32, 37, 40, ...(285개)... 18233954               |
| 합성수임은 확인되었으나 소인수를 모름 | 20, 24                                                                           |
| 소수인지 합성수인지 모름              | 33, 34, 35, 41, 44, 45, 46, 47, 49, 50, ...                                      |

2025년 현재 329개의 페르마 수가 합성수라는 것이 밝혀졌고 373개의 소인수가 밝혀졌다.

## 역사
피에르 드 페르마는 1637년 위 형태로 쓸 수 있는 모든 정수는 소수일 것이라고 추측했으나 1732년 레온하르트 오일러가 F5=4,294,967,297를 641 × 6,700,417 로 소인수분해 함으로써 반증 되었다.

## 작도 가능한 다각형과의 관계
한편, n이 2의 거듭제곱과 서로 다른 페르마 소수의 곱들로 표현가능하다는 것과, 정n각형은 작도 가능하다는 것이 필요충분조건이다. 즉, 다시 말해서 {\displaystyle p_{1},p_{2},\cdots ,p_{k}}가 모두 서로 다른 페르마 소수일 경우 {\displaystyle n=2^{m}p_{1}p_{2}\cdots p_{k}}이면 정n각형은 작도 가능한 정다각형이 되고 그 역도 성립한다.

## 같이 보기
- 메르센 소수
- 작도